# Frances Wachtmeister
Frances Aurore Wachtmeister af Johannishus, född 11 februari 1868 i Stockholm, död 14 oktober 1922 på Västeråkra, Nättraby socken, Blekinge län, var en svensk grevinna, skriftställare, målare och tecknare. 
Hon var dotter till överstelöjtnanten Richert Vogt von Koch och friherrinnan Agathe Henriette Wrede af Elimä och från 1891 gift med godsägaren Hugo Hansson Wachtmeister samt syster till Ebba von Koch, Helge von Koch, Halfred von Koch och Sigurd von Koch. Hon studerade i unga år målning för John Kindborg i Stockholm. Hon reste 1888 till Frankrike där hon studerade på Académie Colarossi i Paris, under sin andra till Paris studerade hon för Gustave Courtois och Pascal Dagnan-Bouveret. Hon medverkade i utställningar med Karlskrona konstförening. Hennes konst består av figurer, porträtt och landskapsskildringar från Stockholm och Blekinge utförda i olja, pastell eller i form av kolteckningar.